# Laetmogone
Laetmogone is een geslacht van zeekomkommers, en het typegeslacht van de familie Laetmogonidae.

## Soorten
- Laetmogone billetti Rogacheva & Gebruk, 2013
- Laetmogone biserialis Fisher, 1907
- Laetmogone fimbriata (Sluiter, 1901)
- Laetmogone ijimai (Mitsukuri, 1897)
- Laetmogone interjacens Sluiter, 1901
- Laetmogone maculata (Théel, 1879)
- Laetmogone parvipedata Massin, 1987
- Laetmogone perplexa Thandar, 1998
- Laetmogone scotoeides (H.L. Clark, 1913)
- Laetmogone theeli Ludwig, 1893
- Laetmogone violacea Théel, 1879
- Laetmogone wyvillethomsoni Théel, 1879